# Irving Stringham
Washington 'Irving' Stringham (Yorkshire, 10 de dezembro de 1847 — Berkeley, 5 de outubro de 1909) foi um matemático estadunidense.
Foi professor de matemática da Universidade da Califórnia em Berkeley. Foi o primeiro a denotar o logaritmo natural como {\displaystyle \ln(x)}, sendo {\displaystyle x} o argumento. A utilização de {\displaystyle \ln(x)} ao invés de {\displaystyle \log _{e}(x)} é comum em calculadoras.

"In place of {\displaystyle ^{e}\log } we shall henceforth use the shorter symbol {\displaystyle \ln }, made up of the initial letters of logarithm and of natural or Napierian."

Stringham graduou-se no Harvard College em 1877. Obteve o PhD na Universidade Johns Hopkins em 1880. Iniciou sua carreira de professor de matemática na Universidade da Califórnia em Berkeley, em 1882. Sua tese foi intitulada Regular Figures in N-dimensional Space sob a orientação de James Joseph Sylvester.
Foi palestrante convidado do Congresso Internacional de Matemáticos em Paris (1900).
Casou com Martha Sherman Day e tiveram uma filha, Martha Sherman Stringham (5 de março de 1891 — 7 de agosto de 1967).